# Stief Sándor
Stief Sándor (Kolozsvár, 1896. május 25. – Budapest, 1954. szeptember 4.) elme- és ideggyógyász, egyetemi tanár.

## Életpályája
Stief Jenő üzletvezető és léczfalvi Gyárfás Etel fiaként született. Tanulmányait a Kolozsvári Evangélikus Népiskolában kezdte, 1904-től a Kolozsvári Római Katolikus Népiskolában tanult. 1906 és 1914 között a Kegyesrendiek Vezetése Alatt Álló Kolozsvári Főgimnázium diákja volt, ahol jeles eredménnyel érettségi vizsgát tett. Ezt követően a Kolozsvári Magyar Királyi Ferenc József Tudományegyetem, a prágai Károly Egyetem és a Budapesti Tudományegyetem Orvostudományi Karán végezte felsőfokú tanulmányait. 1921 szeptemberétől 1923 augusztusáig terjedő időre kinevezték a Budapesti Tudományegyetem Elmegyógyászati Tanszékére tanársegéddé. 1923 és 1935 között a szegedi Ferenc József Tudományegyetem Elme- és Ideggyógyászati Klinikáján dolgozott tanársegédként, 1928-tól adjunktusként. 1926-ban az Ideggyógyászati diagnosztika című tárgykörből magántanári képesítést szerzett. 1929 és 1931 között a Klinika igazgató-helyettese volt. 1932 szeptemberében a szakirodalom művelése és az orvosképzés terén szerzett érdemei elismeréséül megkapta az egyetemi rendkívüli tanári címet. 1935 végén kinevezték a Budapest-Angyalföldi Állami Elmegyógyintézet főorvosává. 1937–1945 között a Budapest-Hárshegyi Állami Ideggyógyintézet vezető főorvosa, a második világháborút követően a Lipótmezei Állami Elme- és Ideggyógyintézet megbízott, 1951–53-ban igazgató, 1953-tól osztályvezető főorvosa volt. Mintegy 80 szakközleménye jelent meg a hazai és külföldi folyóiratokban. Halálát agyi érelmeszesedés okozta.
A Farkasréti temetőben helyezték nyugalomra.

## Művei
- A paralysis progressiva malaria tertianás kezelése. Nyírő Gyulával. (Orvosi Hetilap, 1924, 44.)
- Az extrapyramidális rendszer rövid vázlata (Szeged, 1925)
- A senilis izommerevség. (Orvosi Hetilap, 1925, 8.)
- Az újabb gyógyeljárások a schizophrenia gyógykezelésénél. (Gyógyászat, 1927, 49.)
- A Pick-féle betegség. (Gyógyászat, 1929, 37.)
- Bevezetés az ideggyógyászati diagnosztikába (Szeged, 1929)
- A liquor cerebrospinalis felmelegítése. (Gyógyászat, 1929, 48.)
- Adatok a tabes dorsalisnál előforduló testalkat-típusok kérdéséhez. (Budapesti Orvosi Újság, 1930, 33.)
- További észleletek a liquor cerebrospinalis felmelegítésével kapcsolatban, különös tekintettel a permeabilitás megváltozására. (Budapesti Orvosi Újság, 1930, 51.)
- A functionális idegbántalmak és kezelésük. (Budapesti Orvosi Újság, 1931, 20.)
- A liquorpermeabilitás és liquorresorptio zavarainak egymáshoz való viszonya különböző elmebetegségek kapcsán. Dancz Mártával. (Budapesti Orvosi Újság, 1931, 51.)
- A spontán hyperinsulinismusról. (Orvosi Hetilap, 1932, 16.)
- Adatok a fogóreflex és velük rokon jelenségek kórtanához. (Orvosképzés, 1932, 3.)
- További adatok a kísérleti adrenalinmérgezés histopathologiájához. (Gyógyászat, 1933, 9–10.)
- Adatok az úgynevezett symmetriás együttmozgások kórtanához. (Gyógyászat, 1933, 43.)
- Fájdalomcsillapítás az ideggyógyászatban. (Orvosképzés, 1934)
- Adat a pyknolepsia kérdéséhez. (Gyógyászat, 1934, 2.)
- Nikotin és idegrendszer. Huszák Istvánnal. (Budapesti Orvosi Újság, 1935, 39.)
- Adatok az endolumbalis hormonalis kezelések kérdéséhez. Endolumbalisan adott insulin és glanduitrin hatású schizophréniánál. (Gyógyászat, 1935, 48.)
- Adat a tükörírás agykérgi localisatiojához. (Orvosi Hetilap, 1936, 22.)
- A középponti idegrendszer súlyos heveny kórképei. (Gyógyászat, 1936, 52.)
- Anaphylaxia és idegrendszer. Tokay Lászlóval. (Budapesti Orvosi Újság, 1937, 3.)
- Körülírt emlékezésbeli kiesések cardiazol görcskezelés kapcsán. (Gyógyászat, 1939, 3.)
- Adatok a myoclonus epilepsia klinikájához és bonctanához. Fekete Jánossal. (Gyógyászat, 1940, 13.)

## Díjai, elismerései
- Kiváló orvos (1952)